# Brachylepis phyllophora
Brachylepis phyllophora är en amarantväxtart som beskrevs av Grigorij Silych Karelin och Ivan Petrovich Kirilov. Brachylepis phyllophora ingår i släktet Brachylepis och familjen amarantväxter. Inga underarter finns listade i Catalogue of Life.